# Huehuetenango
Huehuetenango é um dos 22 departamentos da Guatemala. Está situado no planalto da Guatemala, e possui fronteira com o México a norte e a oeste; com El Quiché a leste e Totonicapán, Quetzaltenango e San Marcos ao sul. Sua capital é a cidade de Huehuetenango.[carece de fontes?]
A composição étnica de Huehuetenango é uma das mais diversas do país. Ao passo que os mames predominam no departamento, outros grupos maias também se situam no local: acatecos, aguacatecas, canjobais, chalchitecos, chujes, jacaltecos, quichés e tectitecos. Cada um desses grupos tem uma língua própria.

## Nome
O nome do departamento de Huehuetenango provém da cidade homônima, que serve de capital. O nome deriva-se da língua náuatle, dado pelos indígenas aliados aos conquistadores espanhóis durante a conquista espanhola da Guatemala. Diz-se significar “lugar dos mais velhos”, mas alguns consideram ser uma corrupção de “lugar das árvores ahuehuete”.

## Municípios
1. Aguacatán
2. Chiantla
3. Colotenango
4. Concepción Huista
5. Cuilco
6. Huehuetenango
7. Ixtahuacán
8. Jacaltenango
9. La Democracia
10. La Libertad
11. Malacatancito
12. Nentón
13. San Antonio Huista
14. San Gaspar Ixchil
15. San Juan Atitán
16. San Juan Ixcoy
17. San Mateo Ixtatán
18. San Miguel Acatán
19. San Pedro Necta
20. San Rafael La Independencia
21. San Rafael Petzal
22. San Sebastián Coatán
23. San Sebastián Huehuetenango
24. Santa Ana Huista
25. Santa Bárbara
26. Santa Cruz Barillas
27. Santa Eulalia
28. Santiago Chimaltenango
29. Soloma
30. Tectitán
31. Todos Santos Cuchumatán